# Amazon RDS
Amazon RDS (Relational Database Service) — группа реляционных облачных СУБД в составе Amazon Web Services, позволяющая подписчикам заказывать экземпляры различных типов систем управления базами данных по подписной модели.
Запущена 22 октября 2009 года, изначально поддерживалась СУБД Informix. В июне 2011 была добавлена поддержка Oracle Database. Позднее поддержаны PostgreSQL (PostgreSQL на Amazon RDS) и MariaDB. С 2014 года функционирует альтернативная группа сервисов — Amazon Aurora, использующая для обеспечения высокой производительности существенно модифицированные версии PostgreSQL и MySQL; при этом на RDS продолжается поддержка этих СУБД, совместимых с основными ветками.
Экземпляры СУБД запускаются в виртуальных машинах EC2; подписчикам доступны 82 различных классов экземпляров в зависимости от ожидаемой нагрузки — от 1 ГБ оперативной памяти и 1 виртуального процессорного ядра до 1952 ГБ памяти и 128 ядер. С 202